# Pico do Areeiro

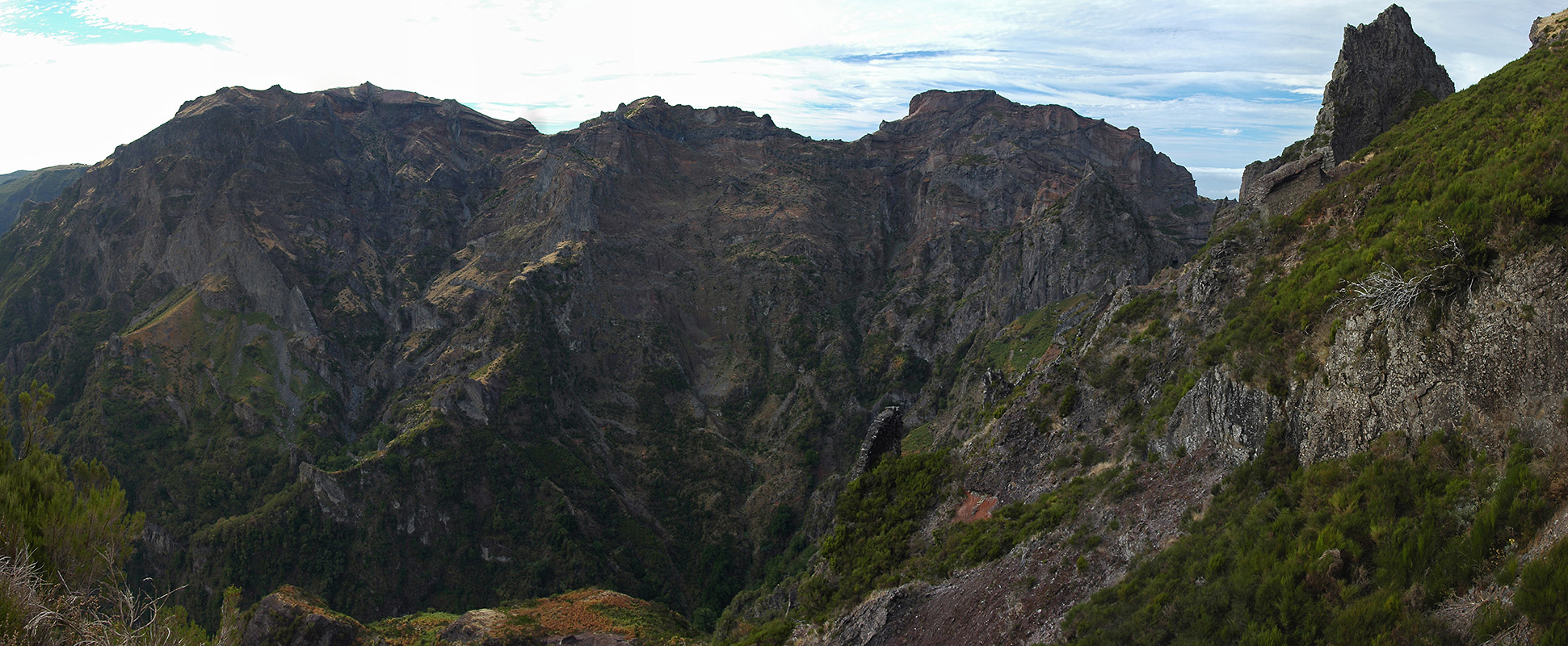
A Pico do Arieiro (a kép bal oldalán) északi oldala

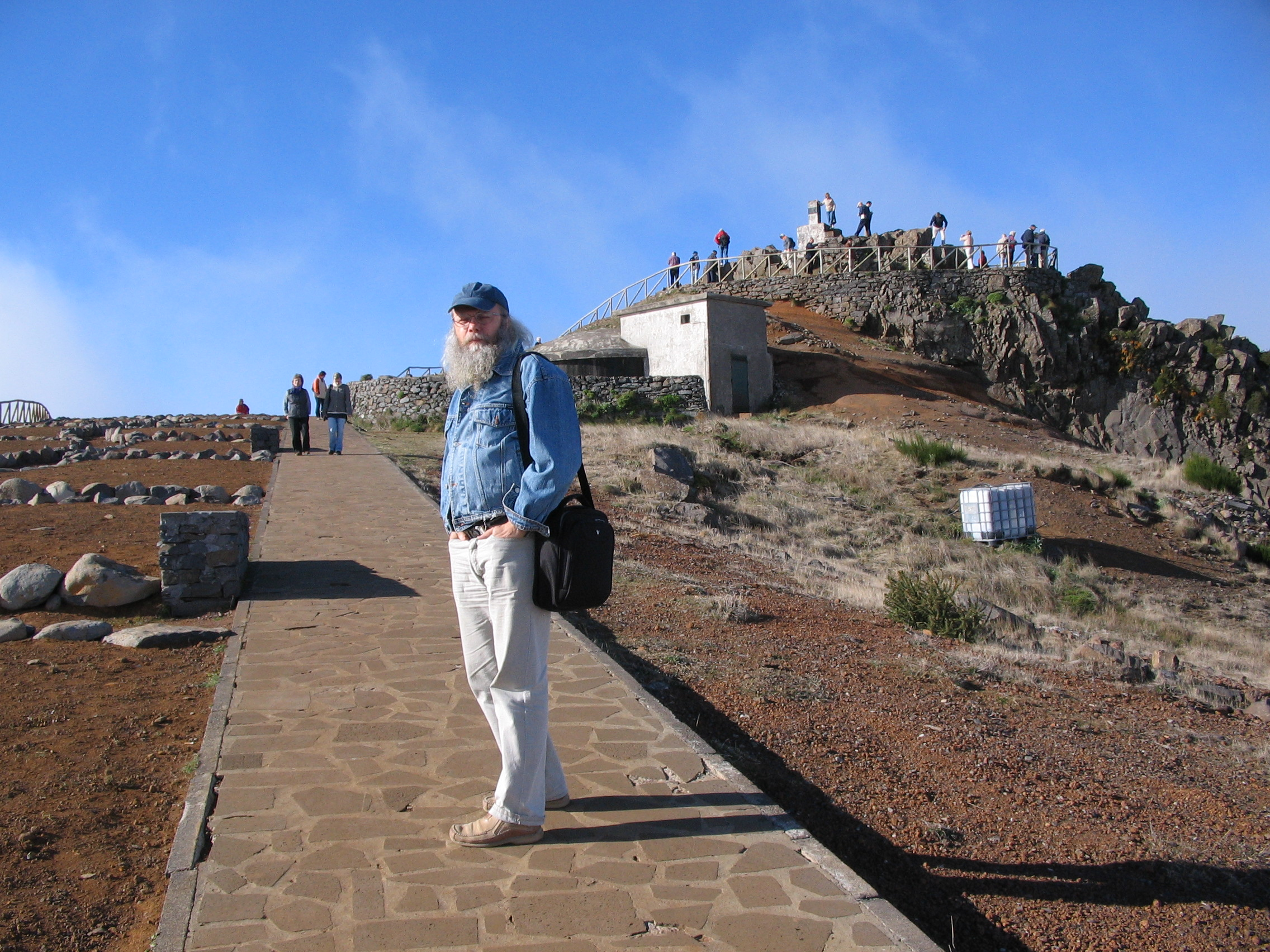
Az egykori kilátópont a hegytetőn

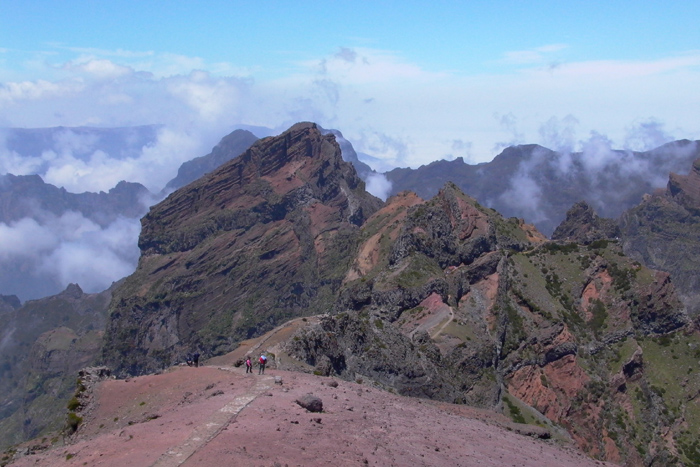
A Pico Ruivóra vezető út eleje a Pico do Arieiróról nézve

A Pico do Areeiro (vagy Pico do Arieiro) (1810 m) Madeira harmadik legmagasabb hegycsúcsa a sziget középvonalához közel végighúzódó, nagy vízválasztó gerincen, ott, ahol annak kelet-nyugati fő iránya megtörik, és a gerinc egy rövid szakaszon (a Pico Ruivóig) meridionálisan halad. A Pico do Arieiro a sziget turisztikailag legjelentősebb magassági pontja.
Nevezetességét főképp annak köszönheti, hogy egészen a csúcs tövéig aszfaltozott út vezet (az ER 202 jelzésű, 3 km hosszú bekötőút a Paso de Poiso hágótól, 1400 m magasról indul. Az erdő az első kilométer után elfogy; a kopár bazaltsziklák között csak néhány cserje és páfrány nő.
Az út végében áll a Pousada do Pico Arieiro turistaház, ahonnan 2008-ig lépcsősoron kapaszkodhattunk fel a csúcsra, amin korláttal övezett kilátóhelyet építettek ki. Ezt 2009-ben lebontották, hogy a helyén radarállomást építsenek a környező légtér és részben a hajóforgalom ellenőrzésére.
Innen indul a turistaút a sziget legmagasabb pontja, a Pico Ruivo csúcs felé. Az út két változatban járható: az egyik végigvezet a hegylánc észak felé nyúló gerincén, a rövidebb, könnyebben járható ösvény több kivilágítatlan alagúton halad át.